# Procession nuptiale sur le Hardangerfjord
Procession nuptiale sur le Hardangerfjord – en norvégien Brudeferd i Hardanger – est un tableau réalisé par les peintres norvégiens Adolph Tidemand et Hans Fredrik Gude en 1848 à Düsseldorf, en Allemagne. De format horizontal, cette huile sur toile représente une procession en barques dans le Hardangerfjord à l'occasion d'une noce. Achetée en 1895 par la Galerie nationale d'Oslo, l'œuvre est conservée au Musée national, à Oslo.